# بوبي هوف
بوبي هوف (بالإنجليزية: Bobby Hoff)‏ هو لاعب بوكر أمريكي، ولد في 14 ديسمبر 1939 في فيكتوريا في الولايات المتحدة، وتوفي في 25 أغسطس 2013 في لونغ بيتش في الولايات المتحدة.